# Cerma galva
Cerma galva är en fjärilsart som beskrevs av John Kern Strecker 1899. Cerma galva ingår i släktet Cerma och familjen nattflyn. Inga underarter finns listade i Catalogue of Life.